# Сунгай Петани
Сунгай Петани е град в щата Кедах, Малайзия. Населението му е 421 530 жители (2010 г.), което го прави най-големият град в щата му. Намира се в часова зона UTC+8. Името на града означава „Фермерска река“. Часовниковата кула в града е построена през 1936 г. и е висока 12,1 м. Градът разполага с две кина. Градът се обслужва от две летища.